# Сисамн (сын Гидарна Старшего)
Сисамн (др.-греч. Σισάμνης) — персидский военачальник V века до н. э.
Отцом Сисамна был Гидарн Старший — один из знатных персидских заговорщиков, свергнувших Бардию и возведших на престол Дария I. Исследователь Орлов В. П. считает, что Сисамн был младшим сыном Гидарна.
По свидетельству Геродота, в войске Ксеркса I, готовящемся вторгнуться в Грецию в 480 году до н. э., Сисамн возглавлял воинский контингент из жителей Арии. По мнению востоковеда Пьянкова И. В., эти арии, набиравшиеся из свободных земледельцев-общинников, были пешими воинами. Как отметил «отец истории», арии были вооружены мидийскими луками, но остальная экипировка у них была бактрийской. Исходя из этого указания, а также учитывая географическую близость Арии и Бактрии, Орлов В. П. приходит к выводу, что у Сисамна (как и у его отца) была некая несомненная связь и с Бактрией.
По предположению учёного Т. Пти, внуком Сисамна мог быть Тиссаферн.